# Lovemore Bonjisi
Lovemore Bonjisi es un escultor de Zimbabue, nacido el año 1985 en Ruwa. 

## Datos biográficos

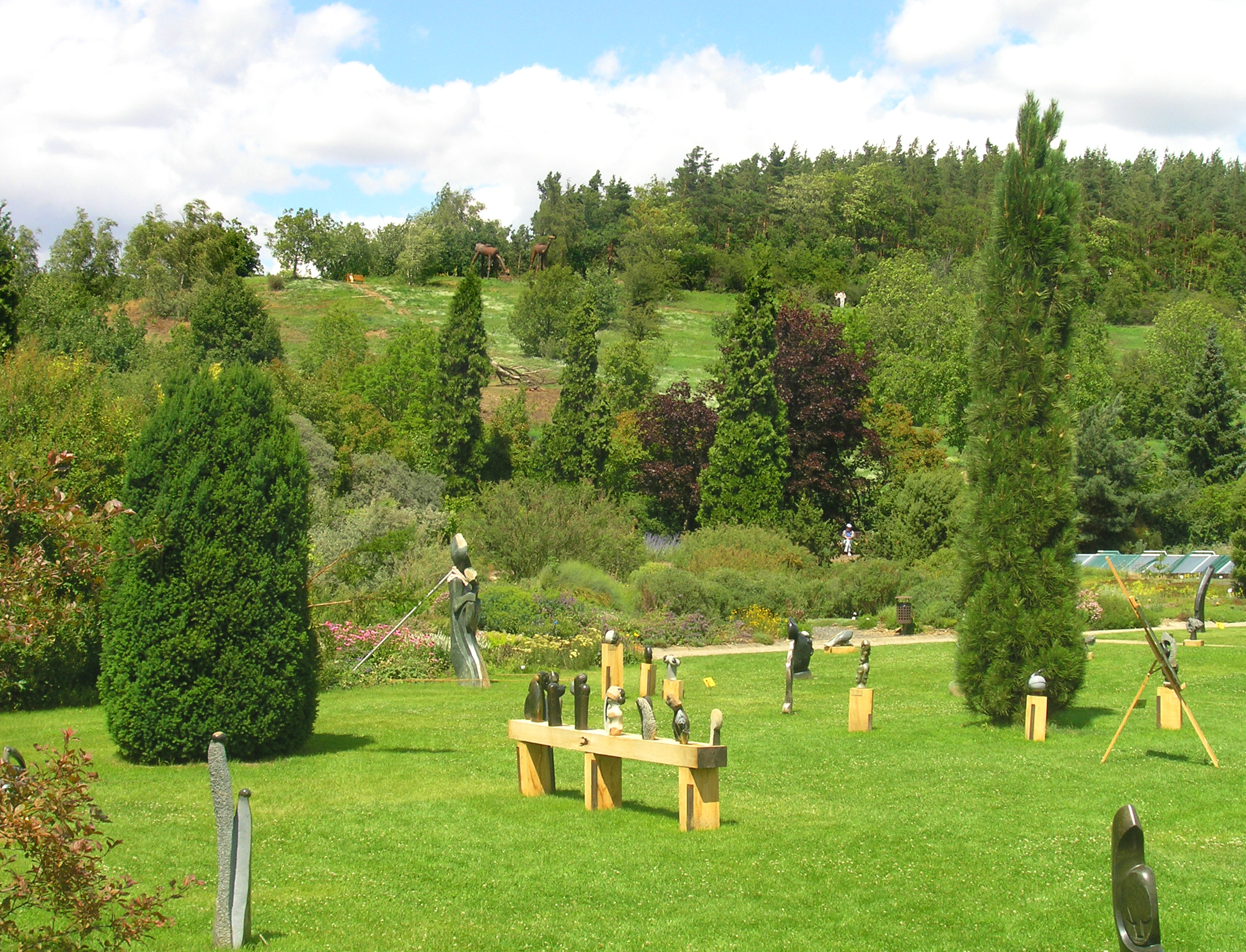
Esculturas de Zimbabue en el Jardín Botánico de Praga

Lovemore Bonjisi se dedica a la talla escultórica desde los 12 años de edad, primero con su hermano Lameckem, hasta los 14 años y después por separado. Lovemore vive y trabaja en Harare, la capital de Zimbabue y es apodado el Miguel Ángel de África. Expuso en los Países Bajos, República Federal Alemana, Estados Unidos, Australia y Corea del Sur.
En 2007 visitó la República Checa, donde se presentó la exposición en el Jardín Botánico de Praga Estatuas de Zimbabue realizada del 22 al 26 de agosto y Sohu, las mujeres-cabeza del 29 de agosto al 2 de septiembre. Los interesados pueden seguir el artista en su trabajo a través de una webcam en Internet.